# Санта Круз Паредон (Тонала)
Санта Круз Паредон (шп. Santa Cruz Paredón) насеље је у Мексику у савезној држави Чијапас у општини Тонала. Насеље се налази на надморској висини од 6 м.

## Становништво
Према подацима из 2005. године у насељу су живела 4 становника.

### Хронологија
| Година       | 2005 |
| ------------ | ---- |
| Становништво | 4    |

### Попис
| # | Индикатор                        | Вредност |
| - | -------------------------------- | -------- |
| 1 | Укупно појединачних домаћинстава | 2        |